# Городокская сельская община
Городокская сельская община (укр. Городоцька сільська громада) — территориальная община в Ровненском районе Ровненской области Украины.
Административный центр — село Городок.
Население составляет 13384 человека. Площадь — 133,5 км².
В соответствии с распоряжением Кабинета Министров Украины от 12 июня 2020 года, в состав общины вошла территория Бронниковского, Городокского и Обаровского сельских советов Ровненского района.

## Населённые пункты
В состав общины входит 12 сёл:
- Городок
- Бронниковский старостинский округ:
  - Белевские Хутора
  - Бронники
  - Рогачов
- Карпиловский старостинский округ:
  - Караевичи
  - Карпиловка
  - Метков
  - Михайловка
  - Понебель
  - Рубче
- Обаровский старостинский округ:
  - Обаров
  - Ставки